# Handnesøya
Handnesøya ist eine norwegische Insel in der Kommune Nesna in der Provinz Nordland. Die Insel an der Mündung des Sjona-Fjords ist nach dem Hof Handnes benannt. Vermutlich beruht der ursprüngliche Name auf den Begriff Hand, der auf die Form der Gebirgszüge deutet. Die höchste Erhebung ist mit fast 600 Metern der Berg Stokkatinden. Auf der 34,4 km großen Insel leben etwa 120 Einwohner (Stand 2001). Die Bebauung konzentriert sich entlang der Küstenstraße im Südosten und Westen. Den Bewohnern steht mit der Handnesøya kapell eine kleine Holzkapelle zur Verfügung, die 70 Plätze umfasst und aus dem Jahr 1969 stammt. Durch eine Fähre aus Nesna, dem Hauptort der Gemeinde Nesna, ist die Insel mit dem Festland verbunden.

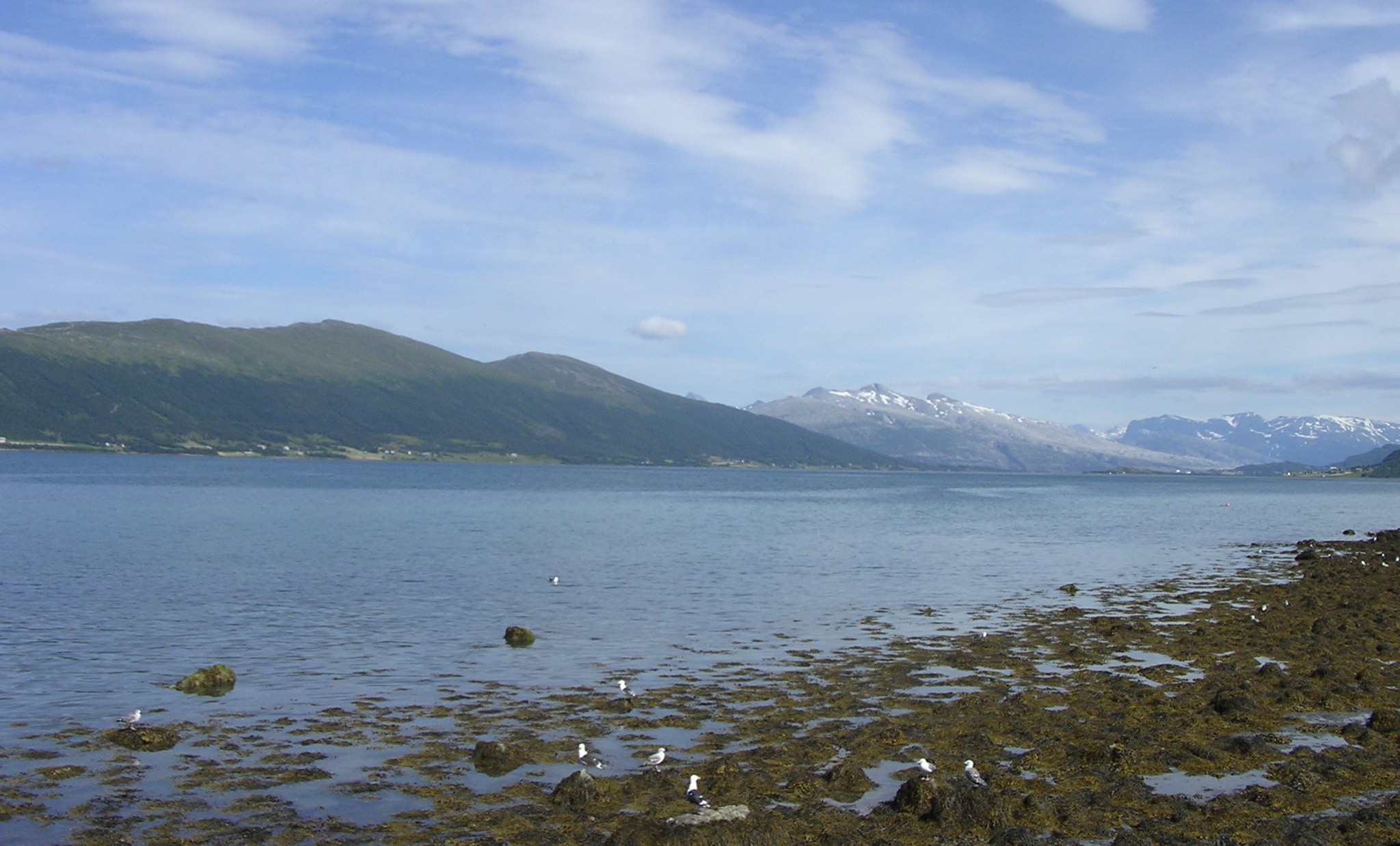
Nordöstlicher Teil der Insel
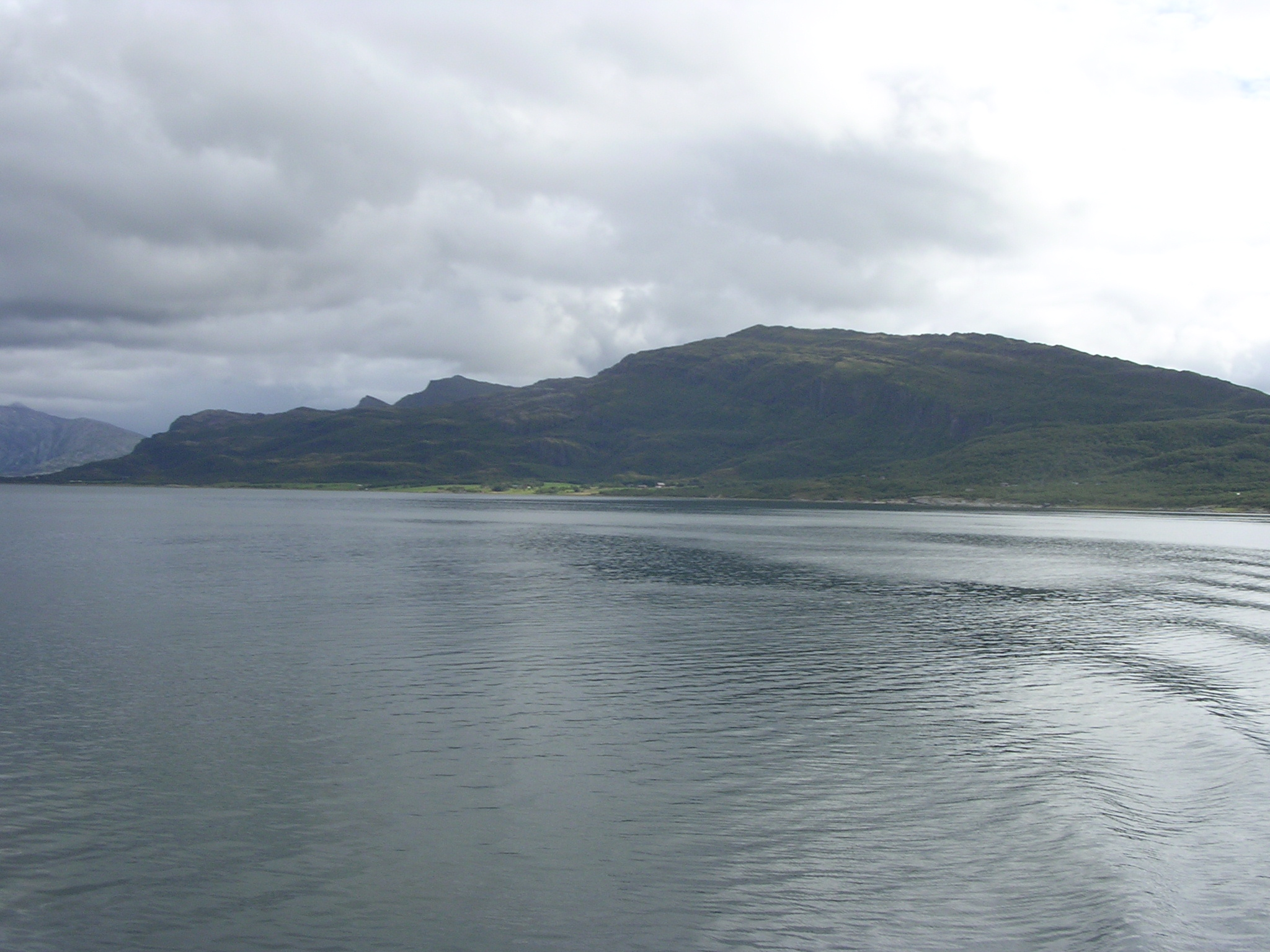
Blick vom Südwesten
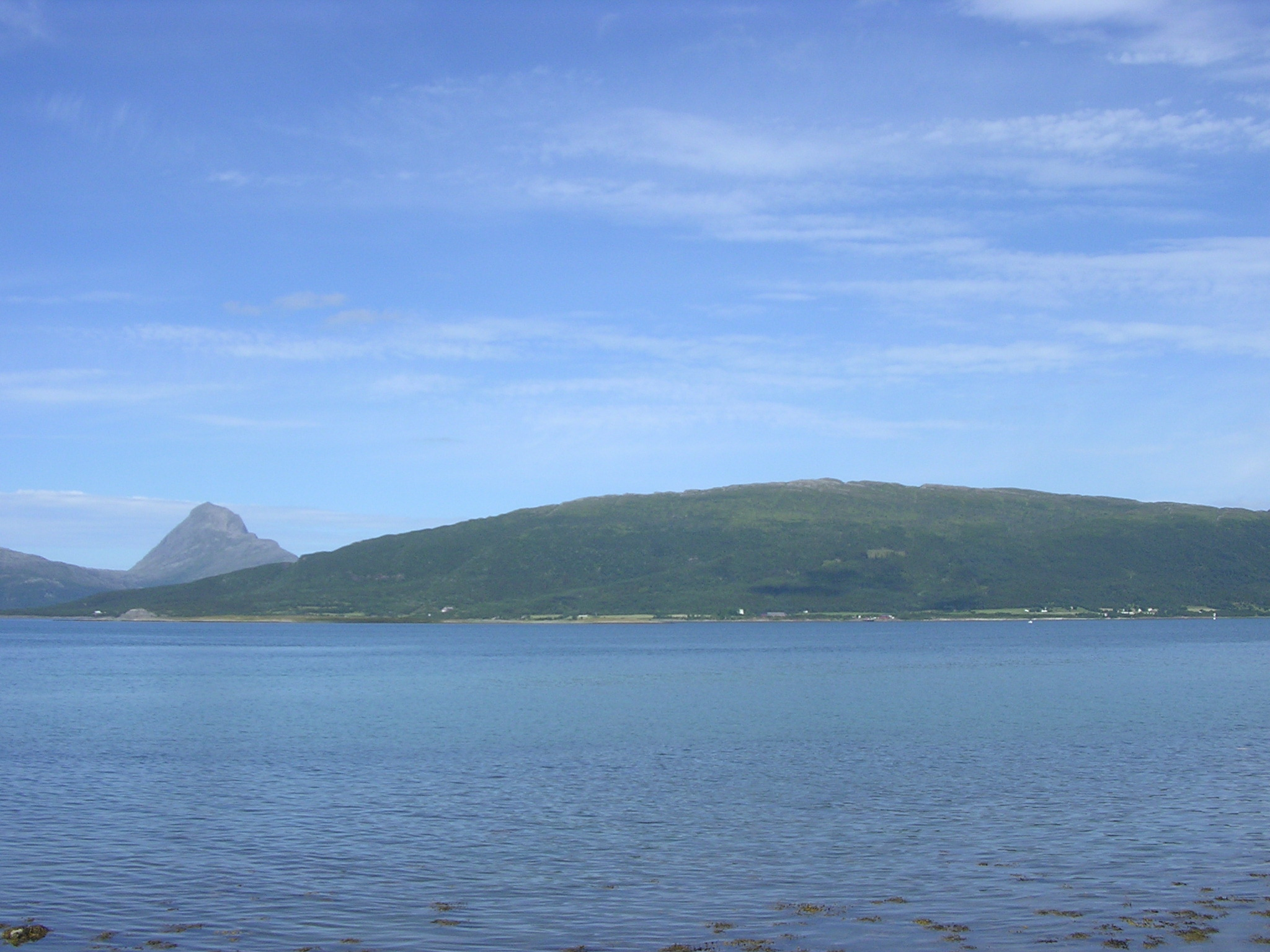
Blick von Nesna auf den Südwesten. Im Hintergrund der Berg Tomskjeveln auf Tomma